# Tethina pallipes
Tethina pallipes är en tvåvingeart som först beskrevs av Friedrich Hermann Loew 1865.  Tethina pallipes ingår i släktet Tethina och familjen Canacidae. Inga underarter finns listade i Catalogue of Life.